# João de Souza Lisboa
João de Souza Lisboa (? - Vila Rica, 1778) foi um negociante e contratador das Minas Gerais colonial. Por seu prestigio comercial recebeu o cargo de coronel de ordenança e cavaleiro da Ordem de Cristo. Foi o responsável pela construção da Casa da Ópera de Ouro Preto.

## Negócios
João de Souza Lisboa constituiu-se como um dos maiores dizimeiros à serviço da coroa portuguesa. Seus contratos diziam respeito à captação de tributos nas Minas Gerais, no período áureo da mineração, de 1740 a 1770.
A menção mais antiga de sua pessoa, data de 20 de março de 1745. Ele é descrito como negociante, vendedor de escravizados e de secos e molhados, na região mineira. Neste mesmo ano, ele é descrito como capitão da Companhia das Ordenanças de Pé da Vila de São João del Rei, demonstrando que já era um comerciante de renome.
Seus primeiros contratos são de 1749, quando recebeu o privilegio sobre três passagens: a do Rio das Mortes, a do Rio Grande e a do Rio Verde. Por meio desses contratos ele pode coletar os impostos aduaneiros, de quem se dirigia à capitania de Minas Gerais. A partir de 1750 adquiri para si outros contratos. Um contrato em sociedade ao capitão Pedro Teixeira de Carvalho e ao sargento-mor João de Sequeira, de arrecadação de dizimos, valendo de 1750 a 1753, novamente arrematado em 1762 e 1765, agora com uma sociedade com João de Sequeira, o capitão José Caetano Rodrigues de Horta, Manoel Teixeira Sobreira, Manoel Machado e João da Costa Carneiro. Entre 1762 e 1764 também arrematou o contrato das entradas. Paralelamente, entre 1763 e 1765 foi arrematado o contrato das passagens do Rio Paraíba e do Rio Paraíbuna.
Em 1761, por seu prestígio e importância economica, foi nomeado ao posto de Coronel do Regimento da Nobreza Privilegiada e Reformados desta Villa, e seu termo. Nesse mesmo ano ele recebeu duas sesmarias em Sete Lagoas, uma das entradas de gado para as Minas Gerais.

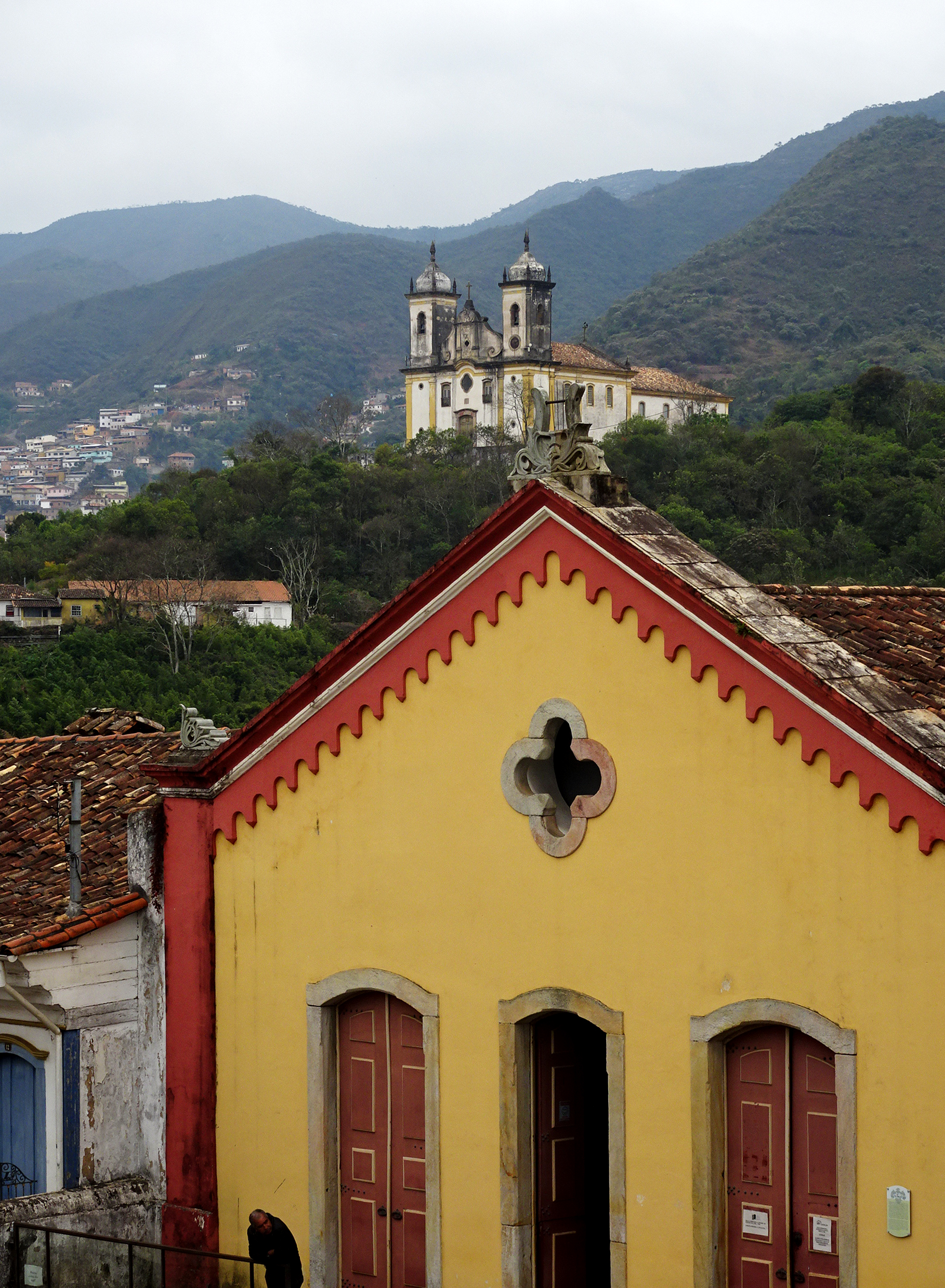
Casa da Ópera de Ouro Preto, em frente. Aos fundos é possível ver a Igreja de São Francisco de Paula.

Em 1764, todavia, é decretada a prisão e o confisco de seus bens, pelo não cumprimento das condições dos contratos. Possivelmente a Guerra Ibérica (1762 - 1763), envolvendo conflitos na bacia do Prata, nas fronteiras entre Portugal e Espanha, teria sido o motivo das dificuldades do comerciante. A principal alegação de Souza Lisboa era a demora de 15 meses da frota do Tio de Janeiro, que comprometeu o seu abastecimento de escravizados da África, e de generos manufaturados europeus e africanos. A argumentador do contratador é aceita, e ele é inocentado.
Além dos contratos, ele também possuia opulentas casas alugadas em Vila Rica, e alugava os camarotes da Casa da Ópera, construida por ele em 1769, sendo um dos primeiros Teatro-Ópera das Américas. Teria custado 16 mil cruzados a Souza Lisboa, que a construiu com o apoio do Conde de Valadares, governador da capitania de Minas Gerais, e Claudio Manoel da Costa, secretário de Valadares.